# Dominik Paris
Dominik Paris (ur. 14 kwietnia 1989 w Merano) – włoski narciarz alpejski, mistrz oraz wicemistrz świata.

## Kariera
Pierwsze sukcesy w karierze Dominik Paris osiągnął w 2009 roku, kiedy podczas mistrzostw świata juniorów w Garmisch-Partenkirchen zdobył trzy medale. W zjeździe i kombinacji był drugi, a w supergigancie zajął trzecia pozycję. Na rozgrywanych rok wcześniej mistrzostwach świata juniorów w Formigal jego najlepszym wynikiem było piąte miejsce w gigancie.
W Pucharze Świata zadebiutował 11 stycznia 2008 roku w Val Gardena, gdzie zajął 54. miejsce w supergigancie. Pierwsze pucharowe punkty wywalczył blisko dwa lata później - 4 grudnia 2009 roku w Beaver Creek, zajmując 26. miejsce w superkombinacji. Na podium zawodów PŚ po raz pierwszy Paris stanął 29 stycznia 2011 roku w Chamonix, gdzie był drugi w zjeździe. Swoje pierwsze zwycięstwo w zawodach tego cyklu odniósł 29 grudnia 2012 roku w Bormio, gdzie był najlepszy w zjeździe, ex aequo z Austriakiem Hannesem Reicheltemem. W sezonie 2018/2019 zajął czwarte miejsce w klasyfikacji generalnej, jednocześnie wygrywając klasyfikację supergiganta i zajmując drugie miejsce w klasyfikacji zjazdu. Ponadto w sezonie 2014/2015 był drugi w klasyfikacji supergiganta, a w 2012/2013, 2015/2016, 2016/2017, 2020/2021, 2021/2022 i 2023/2024 zajmował trzecie miejsce w klasyfikacji zjazdu.
Pierwszy medal wśród seniorów wywalczył podczas mistrzostw świata w Schladming w 2013 roku, gdzie zajął drugie miejsce w zjeździe. W zawodach tych rozdzielił Aksela Lunda Svindala z Norwegii i Francuza Davida Poissona. Na rozgrywanych sześć lat później mistrzostwach świata w Åre wywalczył złoty medal w supergigancie, wyprzedzając Johana Clareya z Francji i Austriaka Vincenta Kriechmayra. Był też między innymi czwarty w kombinacji na mistrzostwach świata w Sankt Moritz w 2017 roku oraz w zjeździe podczas mistrzostw świata w Cortina d’Ampezzo w 2021 roku.
W 2010 roku wystąpił na igrzyskach olimpijskich w Vancouver, gdzie zajął 13. miejsce w superkombinacji. Na rozgrywanych cztery lata później igrzyskach w Soczi jego najlepszym wynikiem było jedenaste miejsce w zjeździe. W tej samej konkurencji podczas igrzysk olimpijskich w Pjongczangu w 2018 roku zajął czwarte miejsce, przegrywając walkę o medal z Beatem Feuzem ze Szwajcarii o 0,36 sekundy. Brał również udział w igrzyskach olimpijskich w Pekinie w 2022 roku, gdzie zajął szóste miejsce w zjeździe i 21. w supergigancie.

## Osiągnięcia

### Igrzyska olimpijskie
| Miejsce | Dzień     | Rok  | Miejscowość | Konkurencja     | Czas biegu | Strata | Zwycięzca          |
| ------- | --------- | ---- | ----------- | --------------- | ---------- | ------ | ------------------ |
| 13.     | 21 lutego | 2010 | Vancouver   | Superkombinacja | 2:44,92    | +3,07  | Bode Miller        |
| 11.     | 9 lutego  | 2014 | Soczi       | Zjazd           | 2:06,23    | +0,90  | Matthias Mayer     |
| 18.     | 14 lutego | 2014 | Soczi       | Superkombinacja | 2:45,20    | +4,25  | Sandro Viletta     |
| 16.     | 16 lutego | 2014 | Soczi       | Supergigant     | 1:18,14    | +1,56  | Kjetil Jansrud     |
| DNF2    | 13 lutego | 2018 | Pjongczang  | Superkombinacja | 2:06,52    | -      | Marcel Hirscher    |
| 4.      | 15 lutego | 2018 | Pjongczang  | Zjazd           | 1:40,25    | +0,54  | Aksel Lund Svindal |
| 7.      | 16 lutego | 2018 | Pjongczang  | Supergigant     | 1:24,44    | +0,74  | Matthias Mayer     |
| 6.      | 7 lutego  | 2022 | Pekin       | Zjazd           | 1:42,69    | +0,52  | Beat Feuz          |
| 21.     | 8 lutego  | 2022 | Pekin       | Supergigant     | 1:19,94    | +2,68  | Matthias Mayer     |

### Mistrzostwa świata
| Miejsce | Dzień     | Rok  | Miejscowość        | Konkurencja     | Czas biegu | Strata | Zwycięzca          |
| ------- | --------- | ---- | ------------------ | --------------- | ---------- | ------ | ------------------ |
| 20.     | 12 lutego | 2011 | Ga-Pa              | Zjazd           | 1:58,41    | +3,14  | Erik Guay          |
| DNF2    | 14 lutego | 2011 | Ga-Pa              | Superkombinacja | 2:54,51    | -      | Aksel Lund Svindal |
| 2.      | 9 lutego  | 2013 | Schladming         | Zjazd           | 2:01,32    | +0,46  | Aksel Lund Svindal |
| 9.      | 11 lutego | 2013 | Schladming         | Superkombinacja | 2:56,96    | +1,92  | Ted Ligety         |
| 14.     | 5 lutego  | 2015 | Vail/Beaver Creek  | Supergigant     | 1:15,68    | +0,89  | Hannes Reichelt    |
| 23.     | 7 lutego  | 2015 | Vail/Beaver Creek  | Zjazd           | 1:43,18    | +1,94  | Hannes Reichelt    |
| 10.     | 8 lutego  | 2015 | Vail/Beaver Creek  | Superkombinacja | 2:36,10    | +1,03  | Marcel Hirscher    |
| 9.      | 9 lutego  | 2017 | Sankt Moritz       | Supergigant     | 1:25,38    | +1,02  | Erik Guay          |
| 13.     | 12 lutego | 2017 | Sankt Moritz       | Zjazd           | 1:38,91    | +0,89  | Beat Feuz          |
| 4.      | 13 lutego | 2017 | Sankt Moritz       | Superkombinacja | 2:26,33    | +0,40  | Luca Aerni         |
| 1.      | 6 lutego  | 2019 | Åre                | Supergigant     | 1:24,20    | -      | -                  |
| 6.      | 9 lutego  | 2019 | Åre                | Zjazd           | 1:19,98    | +0,74  | Kjetil Jansrud     |
| 5.      | 11 lutego | 2021 | Cortina d’Ampezzo  | Supergigant     | 1:19,41    | +0,55  | Vincent Kriechmayr |
| 4.      | 14 lutego | 2021 | Cortina d’Ampezzo  | Zjazd           | 1:37,79    | +0,65  | Vincent Kriechmayr |
| DSQ1    | 7 lutego  | 2023 | Courchevel/Méribel | Kombinacja      | 1:53,31    | -      | Alexis Pinturault  |
| DNF     | 9 lutego  | 2023 | Courchevel/Méribel | Supergigant     | 1:07,22    | -      | James Crawford     |
| 8.      | 12 lutego | 2023 | Courchevel/Méribel | Zjazd           | 1:47,05    | +1,13  | Marco Odermatt     |

### Mistrzostwa świata juniorów
| Miejsce | Dzień     | Rok  | Miejscowość            | Konkurencja | Czas biegu | Strata    | Zwycięzca               |
| ------- | --------- | ---- | ---------------------- | ----------- | ---------- | --------- | ----------------------- |
| 19.     | 26 lutego | 2008 | Formigal               | Zjazd       | 1:45,31    | +1,84     | Hagen Patscheider       |
| DNF     | 28 lutego | 2008 | Formigal               | Supergigant | 1:21,02    | -         | Andreas Sander          |
| 5.      | 29 lutego | 2008 | Formigal               | Gigant      | 1:57,00    | +1,44     | Marcel Hirscher         |
| 2.      | 4 marca   | 2009 | Garmisch-Partenkirchen | Zjazd       | 1:39,06    | +0,12     | Andy Plank              |
| 2.      | 4 marca   | 2009 | Garmisch-Partenkirchen | Supergigant | 1:16,64    | +0,54     | Manuel Kramer           |
| 20.     | 5 marca   | 2009 | Garmisch-Partenkirchen | Gigant      | 2:18,49    | +4,64     | Alexis Pinturault       |
| 28.     | 6 marca   | 2009 | Garmisch-Partenkirchen | Slalom      | 1:20,78    | +3,71     | Jesper Riis-Johannessen |
| 2.      | 6 marca   | 2009 | Garmisch-Partenkirchen | Kombinacja  | 58,23 pkt  | +0,41 pkt | Sepp Gerber             |

### Puchar Świata

#### Miejsca w klasyfikacji generalnej
- sezon 2009/2010: 138.
- sezon 2010/2011: 47.
- sezon 2011/2012: 31.
- sezon 2012/2013: 14.
- sezon 2013/2014: 35.
- sezon 2014/2015: 7.
- sezon 2015/2016: 6.
- sezon 2016/2017: 8.
- sezon 2017/2018: 12.
- sezon 2018/2019: 4.
- sezon 2019/2020: 11.
- sezon 2020/2021: 15.
- sezon 2021/2022: 8.
- sezon 2022/2023: 18.
- sezon 2023/2024: 8.
- sezon 2024/2025: 11.

#### Zwycięstwa w zawodach
1. Bormio – 29 grudnia 2012 (zjazd)[14]
2. Kitzbühel – 26 stycznia 2013 (zjazd)
3. Lake Louise – 30 listopada 2013 (zjazd)
4. Kitzbühel – 23 stycznia 2015 (supergigant)
5. Chamonix – 20 lutego 2016 (zjazd)
6. Kvitfjell – 12 marca 2016 (zjazd)
7. Kitzbühel – 21 stycznia 2017 (zjazd)
8. Aspen – 15 marca 2017 (zjazd)
9. Bormio – 28 grudnia 2017 (zjazd)
10. Bormio – 28 grudnia 2018 (zjazd)
11. Bormio – 29 grudnia 2018 (supergigant)
12. Kitzbühel – 25 stycznia 2019 (zjazd)
13. Kvitfjell – 2 marca 2019 (zjazd)
14. Kvitfjell – 3 marca 2019 (supergigant)
15. Soldeu – 13 marca 2019 (zjazd)
16. Soldeu – 14 marca 2019 (supergigant)
17. Bormio – 27 grudnia 2019 (zjazd)
18. Bormio – 28 grudnia 2019 (zjazd)
19. Garmisch-Partenkirchen – 5 lutego 2021 (zjazd)
20. Bormio – 28 grudnia 2021 (zjazd)
21. Kvitfjell – 5 marca 2022 (zjazd)
22. Val Gardena – 16 grudnia 2023 (zjazd)
23. Kvitfjell – 7 marca 2025 (zjazd)
24. Kvitfjell – 9 marca 2025 (supergigant)

#### Pozostałe miejsca na podium w zawodach
1. Chamonix – 29 stycznia 2011 (zjazd) – 2.miejsce
2. Lake Louise – 30 listopada 2014 (supergigant) – 3. miejsce
3. Val Gardena – 19 grudnia 2014 (zjazd) – 3. miejsce
4. Val Gardena – 20 grudnia 2014 (supergigant) – 2. miejsce
5. Santa Caterina di Valfurva – 28 grudnia 2014 (zjazd) – 3. miejsce
6. Kitzbühel – 24 stycznia 2015 (zjazd) – 2. miejsce
7. Jeongseon – 6 lutego 2016 (zjazd) – 2. miejsce
8. Chamonix – 19 lutego 2016 (superkombinacja) – 2.miejsce
9. Kvitfjell – 13 marca 2016 (supergigant) – 3. miejsce
10. Val d’Isère – 2 grudnia 2016 (supergigant) – 3. miejsce
11. Santa Caterina – 27 grudnia 2016 (supergigant) – 3. miejsce
12. Aspen – 16 marca 2017 (supergigant) – 2. miejsce
13. Ga-Pa – 27 stycznia 2018 (zjazd) – 2. miejsce
14. Lake Louise – 24 listopada 2018 (zjazd) – 3. miejsce
15. Beaver Creek – 1 grudnia 2018 (supergigant) – 3. miejsce
16. Kitzbühel – 27 stycznia 2019 (supergigant) – 3. miejsce
17. Lake Louise – 30 listopada 2019 (zjazd) – 2. miejsce
18. Lake Louise – 1 grudnia 2019 (supergigant) – 2. miejsce
19. Wengen – 18 stycznia 2020 (zjazd) – 2. miejsce
20. Kitzbühel – 22 stycznia 2021 (zjazd) – 3. miejsce
21. Wengen – 15 stycznia 2022 (zjazd) – 3. miejsce
22. Cortina d’Ampezzo – 29 stycznia 2023 (supergigant) – 2. miejsce
23. Wengen – 13 stycznia 2024 (zjazd) – 3. miejsce
24. Kitzbühel – 20 stycznia 2024 (zjazd) – 3. miejsce
25. Kvitfjell – 18 lutego 2024 (supergigant) – 3. miejsce
26. Crans-Montana – 23 lutego 2025 (supergigant) – 3. miejsce